# Taranto Open 1990
Il Taranto Open 1990 è stato un torneo di tennis giocato sulla terra rossa. 
È stata la 4ª edizione del torneo, che fa parte della categoria Tier V nell'ambito del WTA Tour 1990. 
Si è giocato a Taranto in Italia, dal 30 aprile al 6 maggio 1990.

## Campionesse

### Singolare
Raffaella Reggi ha battuto in finale  Alexia Dechaume con il punteggio di 3–6, 6–0, 6–2

### Doppio
Elena Brjuchovec /  Evgenija Manjukova hanno battuto in finale  Silvia Farina /  Rita Grande con il punteggio di 7–6 (7–4), 6–1